# 小杉駅 (富山県射水市)
小杉駅（こすぎえき）は、富山県射水市三ケにある、あいの風とやま鉄道線の駅である。
2015年3月14日の北陸新幹線開業による経営移管までは、西日本旅客鉄道（JR西日本）北陸本線の駅であった。
また、JR西日本時代は一部の特急（サンダーバード、しらさぎ、北越、はくたか）も停車していた

## 歴史

1959年（昭和34年）当時の北陸本線小杉駅駅舎

- 1899年（明治32年）3月20日：官設鉄道北陸線の高岡駅 - 富山駅間延伸時に一般駅として射水郡小杉町三ヶに開業する[2][3][4]。運輸営業開始と同時に小荷物の配達を取扱う[2]。
- 1908年（明治41年）11月3日：当駅 - 富山駅間に呉羽駅が開業する[5]。
- 1909年（明治42年）10月12日：線路名称制定により、北陸本線所属となる[6]。
- 1911年（明治44年）：跨線橋完成[7]。
- 1923年（大正12年）10月15日：当駅 - 高岡駅間に越中大門駅が開業する[8]。
- 1958年（昭和33年）9月29日：当駅 - 呉羽駅間が複線化する[9]。
- 1964年（昭和39年）8月24日：金沢駅 - 富山操車場間が交流電化する[9]。同時に跨線橋が架け替えられる[7]。
- 1965年（昭和40年）7月5日：当駅 - 越中大門駅間が複線化する[9]。
- 1969年（昭和44年）10月1日：営業範囲を改正し、手荷物及び小荷物の配達取扱を廃する[10]。
- 1974年（昭和49年）10月1日：営業範囲を改正し、旅客、荷物及び車扱貨物を取扱う駅となる[11]。
- 1978年（昭和53年）10月2日：夜行急行『越前』の停車駅となる[12]。
- 1979年（昭和54年）8月10日：新駅舎が竣工し、その供用を開始する[13]。
- 1984年（昭和59年）2月1日：営業範囲を改正し、旅客、荷物及び専用線発着車扱貨物を取扱う駅となる[14]。
- 1985年（昭和60年）3月14日：営業範囲を改正し、荷物の取扱を廃する[15]。
- 1987年（昭和62年）
  - 3月31日：営業範囲を改正し、旅客、荷物（但し新聞紙に限る）及び専用線発着車扱貨物を取扱う駅となる[16]。
  - 4月1日：国鉄分割民営化により西日本旅客鉄道・日本貨物鉄道の駅となる[3]。日本貨物鉄道の駅は、専用線発着車扱貨物を取扱う[3]。
- 1989年（平成元年）3月15日：みどりの窓口開設[17]。
- 1990年（平成2年）7月7日：当駅駅長角田義之と小松駅駅長土ケ端俊一が西日本旅客鉄道金沢支社において姉妹駅提携の調印式を挙行し、当駅と小松駅が姉妹駅となる[18]。
- 1996年（平成8年）
  - 7月25日：日本貨物鉄道の駅を廃止する[3]。
  - 12月20日：アル・プラザ小杉の開業に伴い、南口を設置する[19]。
- 2012年（平成24年）9月27日：当駅待合室に小杉の特産品たる鏝絵を紹介する展示を設ける[20]。
- 2014年（平成26年）4月10日：当駅北口待合室に石崎勝紀製作の鏝絵を掲出する[21]。
- 2015年（平成27年）
  - 3月14日：北陸新幹線金沢延伸開業に伴い、あいの風とやま鉄道の駅となる[22][1]。
  - 3月26日：ICカード「ICOCA」の供用を開始する[23]。
- 2016年（平成28年）
  - 1月6日：当駅より100キロ以上の片道乗車券を購入した者が使用できるパークアンドライド駐車場を開設する[24]。
  - 3月13日：当駅に鏝絵により制作された看板を設置する[25]。
- 2019年（平成31年）4月1日：南口の改札業務をあいの風とやま鉄道の直営とする[26]。
- 2020年（令和2年）：地下道の照明をLED化を行った、階段の照明は色を変えることができ、新型コロナウイルス感染拡大への警戒を表す赤色に照らした時期もあった[27]。
- 2021年（令和3年）5月9日：小杉駅北口に射水ロータリークラブ創立40周年事業として時計台が寄付された[28]。
- 2022年（令和4年）2月20日：射水市により駅の地下道を明るい雰囲気にしようと、市内の魅力的な風景などを紹介するフィルムを壁面に取り付けられた[27]。

## 駅構造
単式ホーム1面1線と島式ホーム1面2線、合計2面3線のホームを有する地上駅である。北口側1番線は下り線として、島式ホーム外側の3番線は上り線として使用されており、2番線はかつて優等列車待避のために普通列車が利用していた。駅西側には南北連絡地下道が設けられており、また両ホームと南口は跨線橋で結ばれている。
JR西日本時代にはみどりの窓口及び売店を有する駅であり、一部の優等列車が停車していた。経営移管後もみどりの窓口は北口に引続き設置されている。北口及び南口の窓口は直営(高岡駅の被管理駅)である。
近距離自動券売機は北口・南口ともに1台ずつ設置されている。
南口は1996年（平成8年）の開設以来、自治体が委託する小杉駅サービスセンター運営振興会の簡易委託により運営されていたが、2019年（平成31年）4月1日よりあいの風とやま鉄道に移管された。
JR西日本時代、南口は19時30分から始発まで閉鎖されていたが、あいの風とやま鉄道に経営移管後は始発から終電まで開放されるようになった。但し、南口の待合室は防犯上の理由により、19時30分には閉鎖される。
また、JR西日本時代の2003年から2005年頃までの一時期、当時の小杉町の童謡の会から寄贈された童謡のCDを使って駅員が駅構内のスピーカーから童謡を流していた事があった。駅の利用者からは概ね好評だったが、2005年11月に市町村合併で射水市になったのを機に中止された。

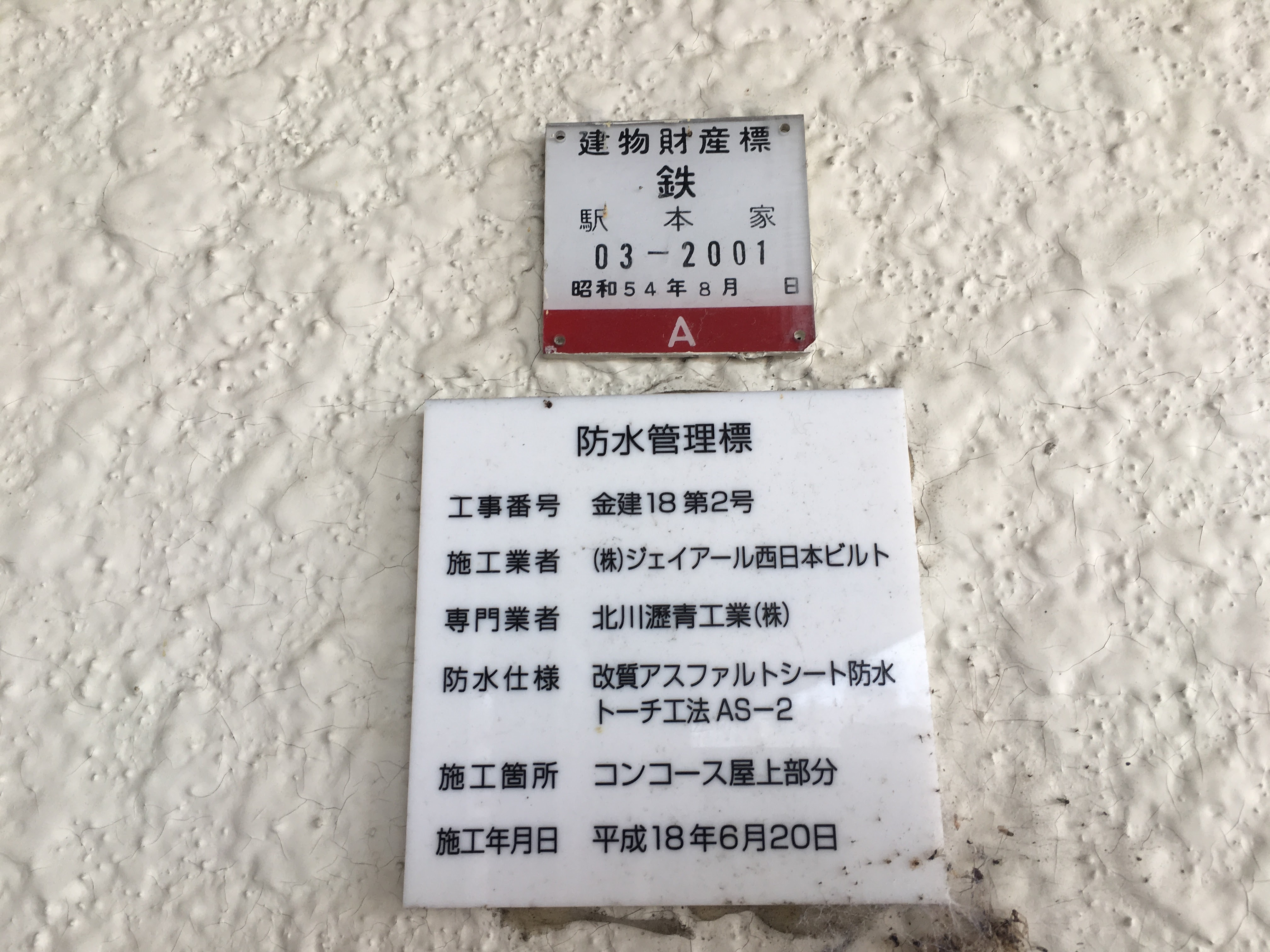
北口駅舎本屋建物財産標
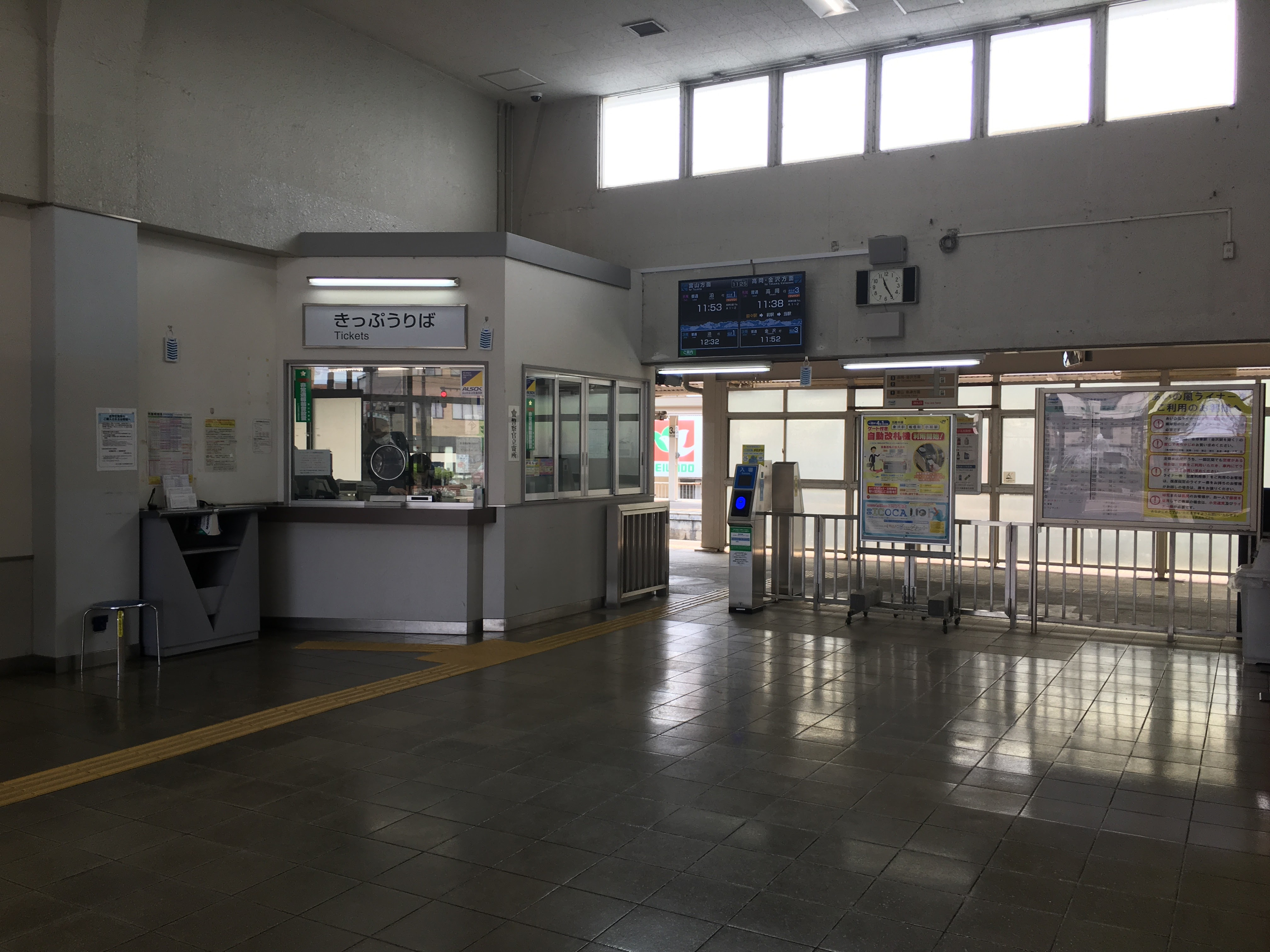
北口改札及び出札口
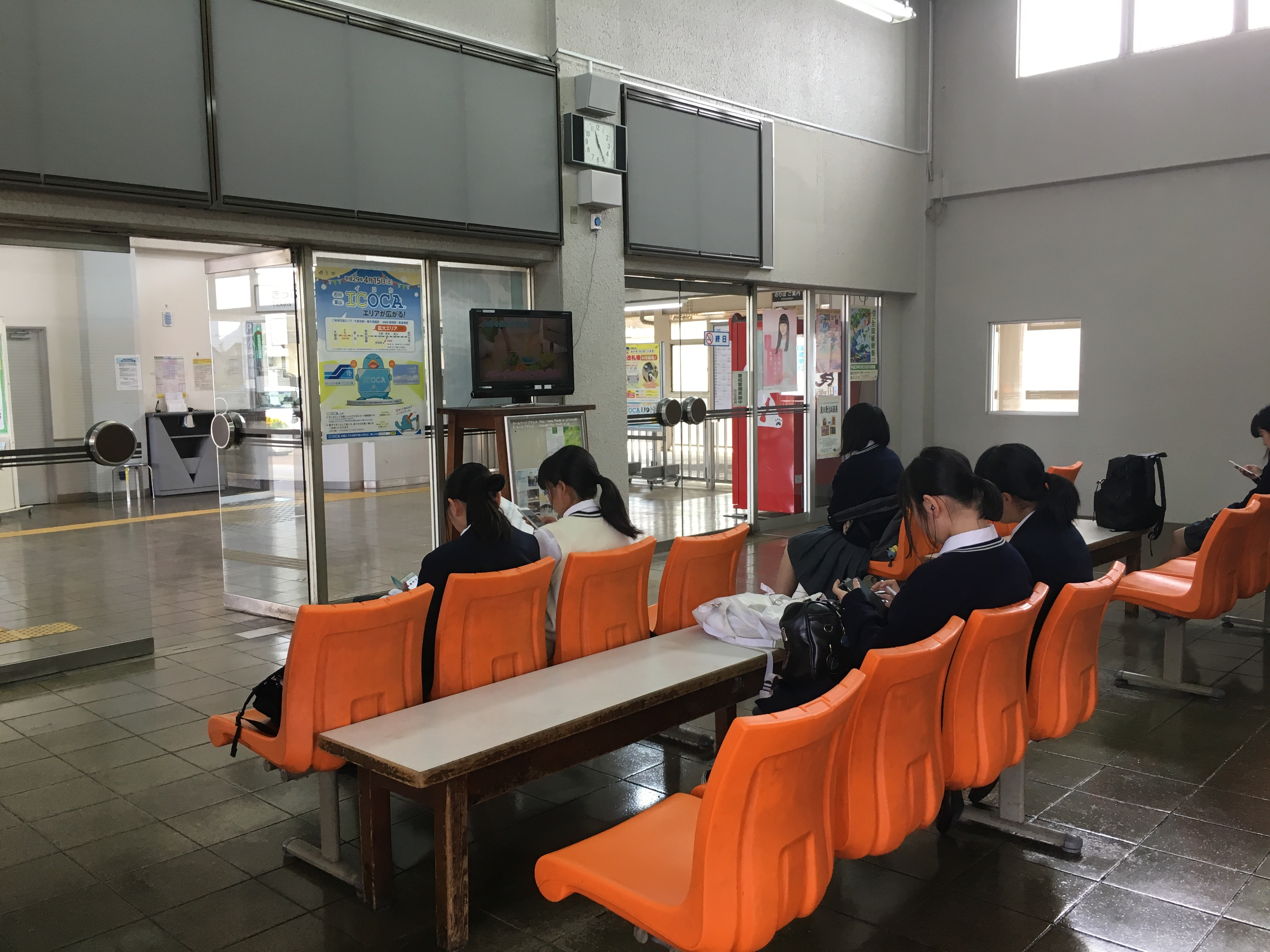
北口待合室
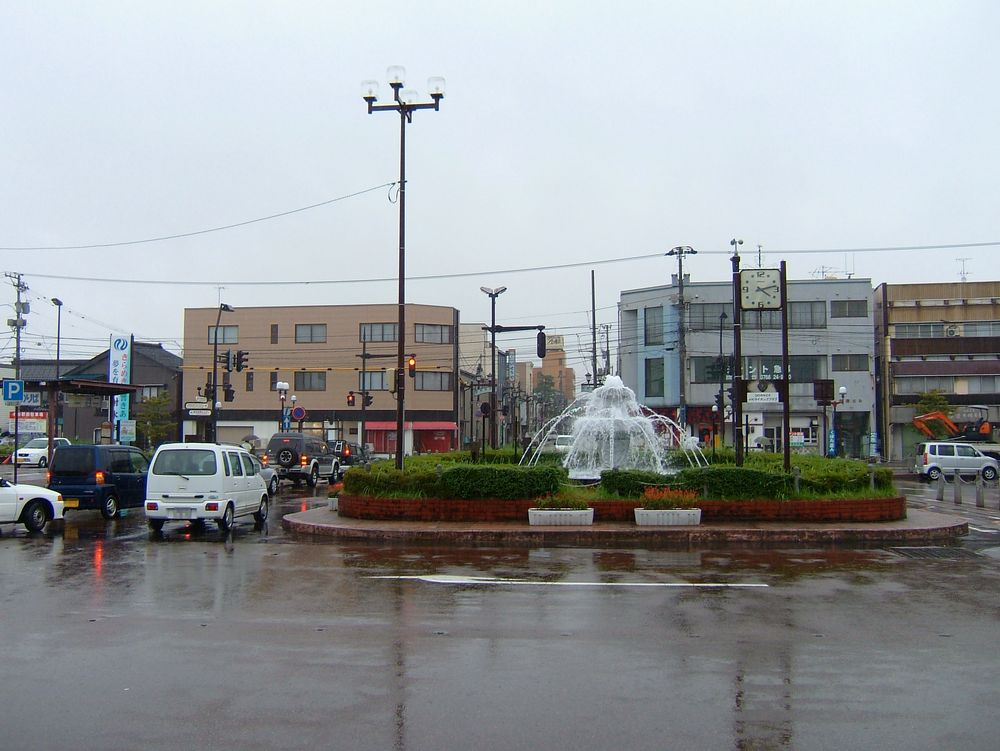
北口駅前風景
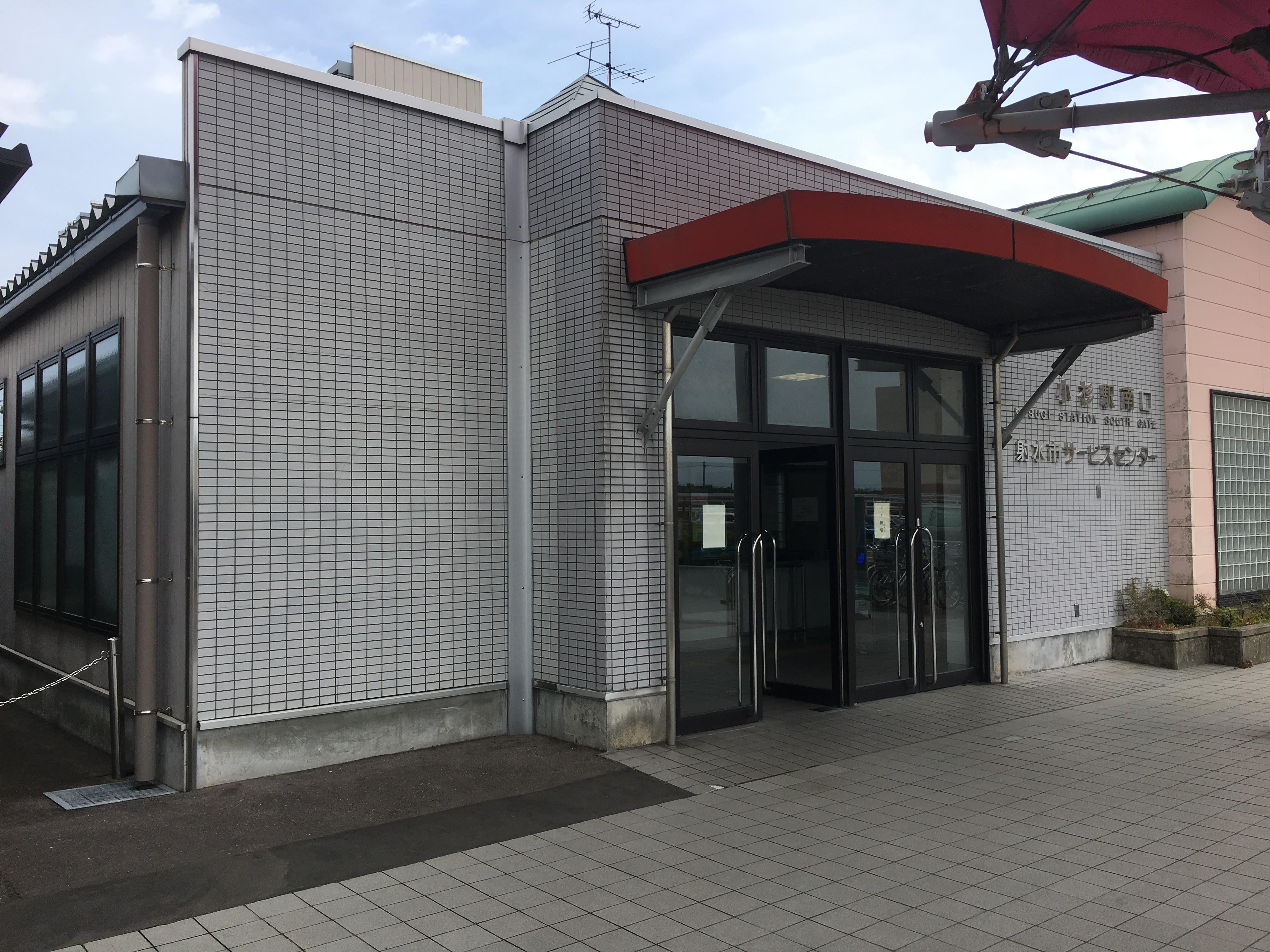
南口駅舎
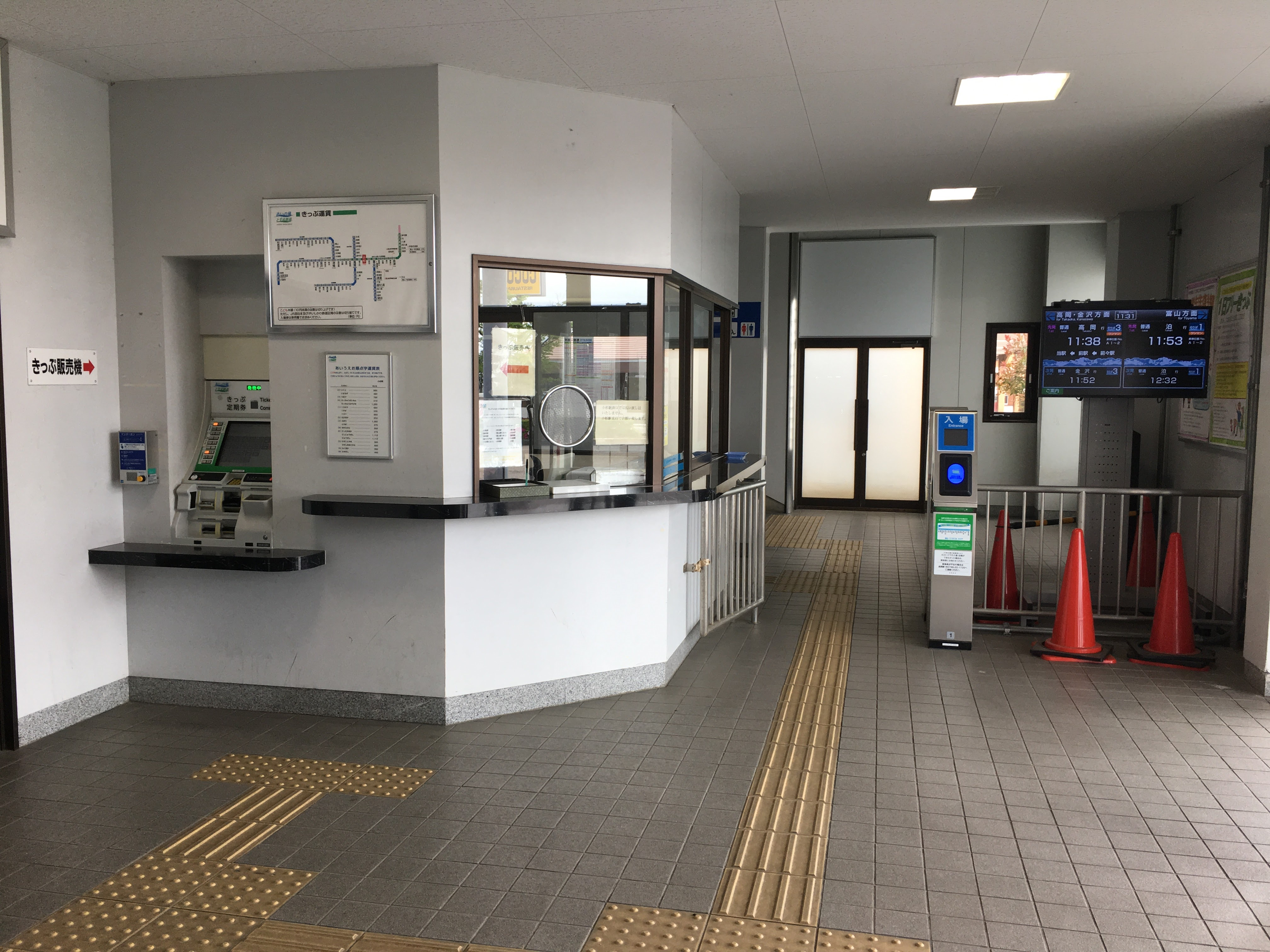
南口改札及び出札口
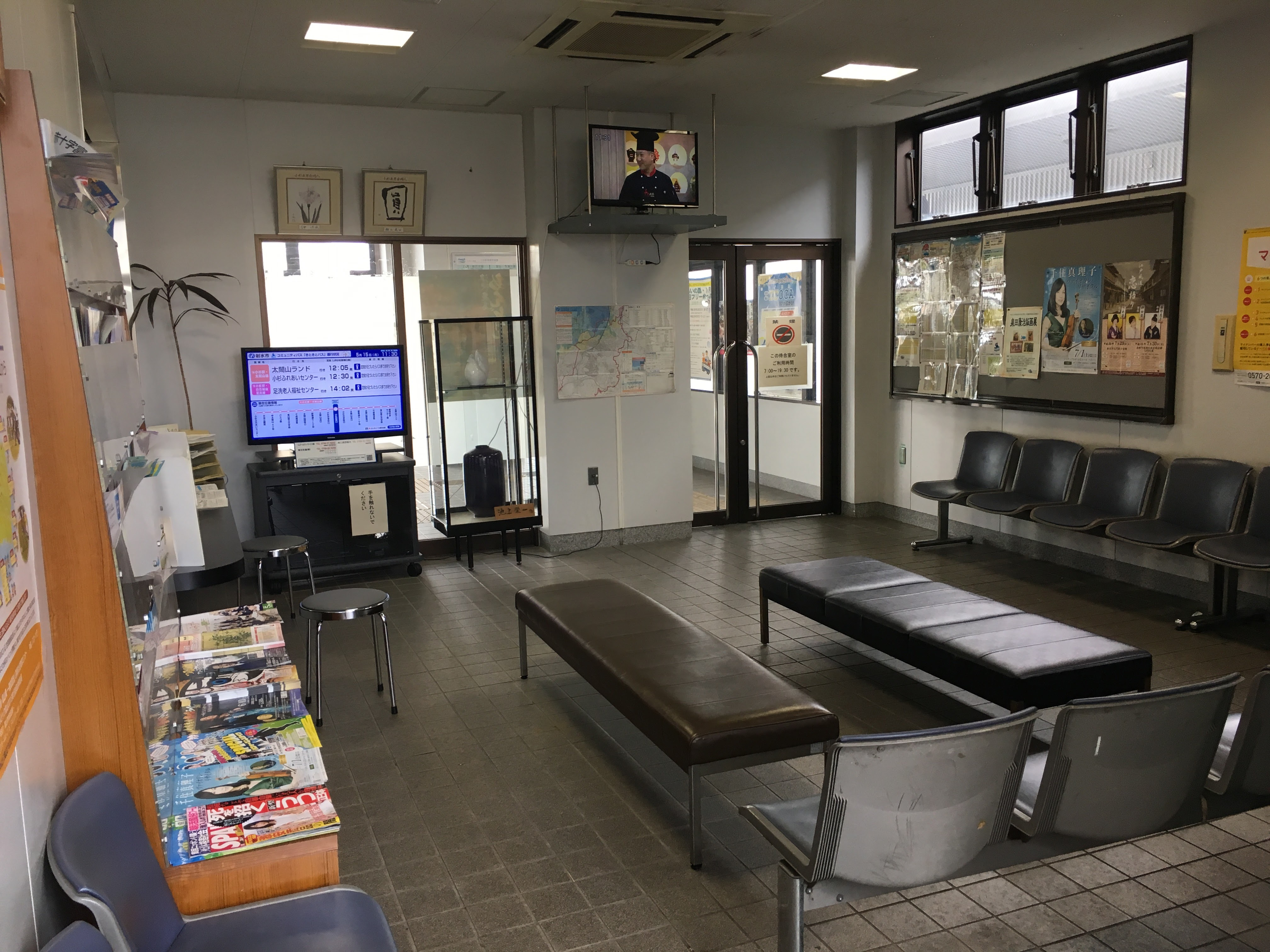
南口待合室
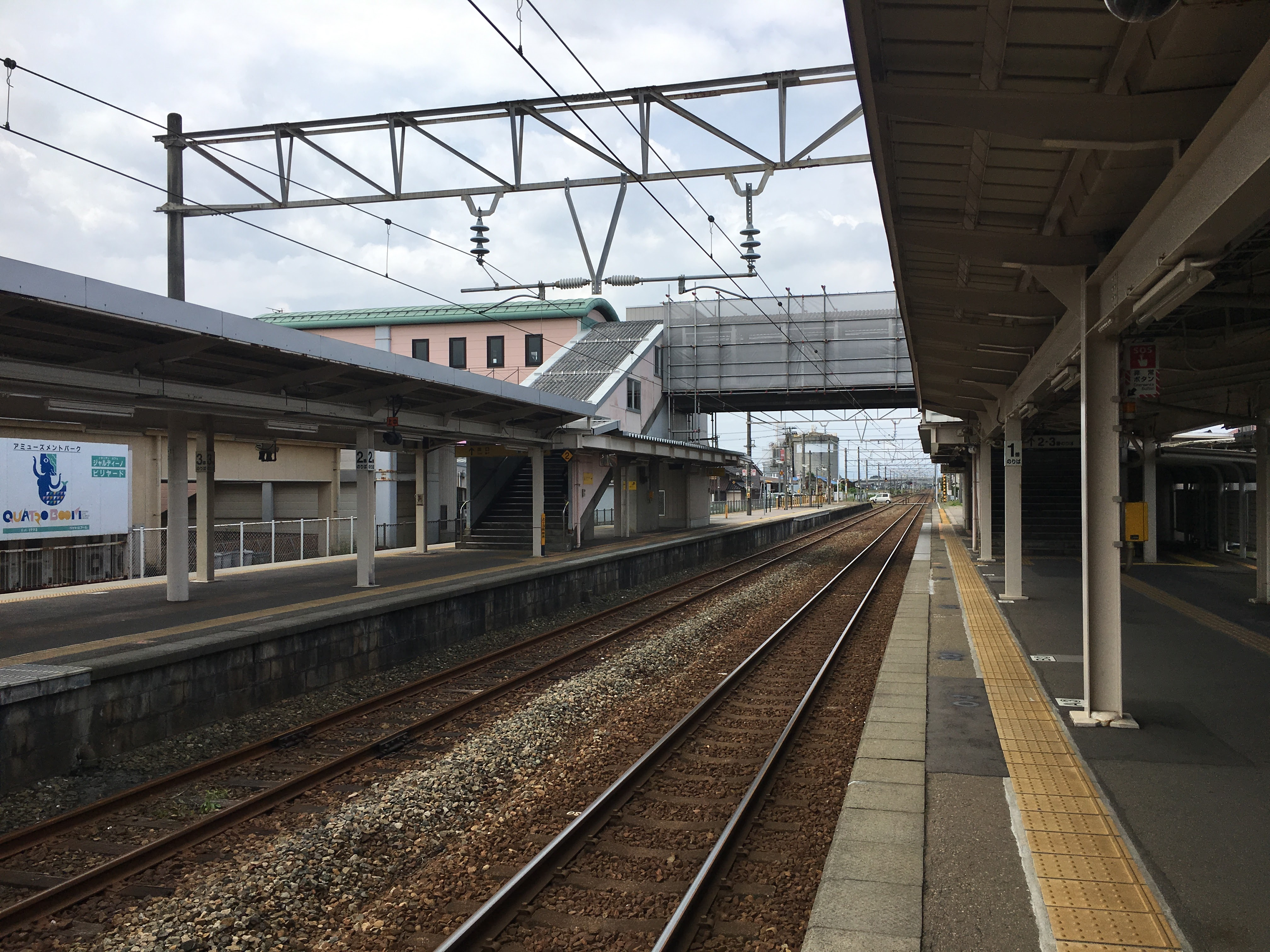
ホーム
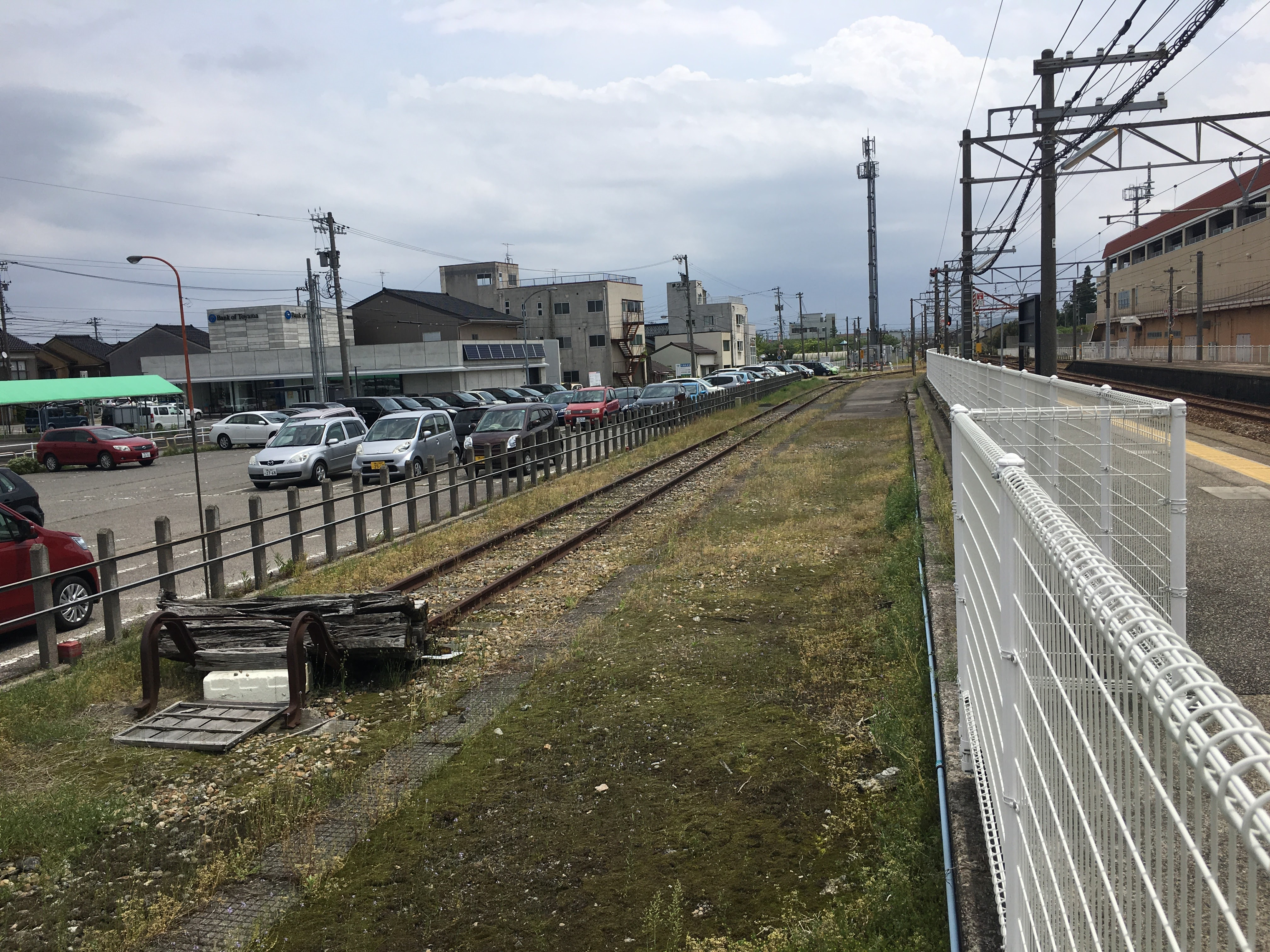
側線

### のりば
| 番線 | 路線                  | 方向 | 行先           | 備考       |
| ---- | --------------------- | ---- | -------------- | ---------- |
| 1    | ■あいの風とやま鉄道線 | 下り | 富山・魚津方面 |            |
| 2    | ■あいの風とやま鉄道線 | 下り | 富山・魚津方面 | 一部の列車 |
| 2    | ■あいの風とやま鉄道線 | 上り | 高岡・金沢方面 | 一部の列車 |
| 3    | ■あいの風とやま鉄道線 | 上り | 高岡・金沢方面 |            |

- 2015年（平成27年）3月14日時点で2番線を使用する定期旅客列車は、1日につき上下2本ずつである。

### 到着メロディ
JR西日本時代、あいの風とやま鉄道に経営移管後のしばらくは、2・3番線は「かっこうワルツ」、1番線は「メリーさんのひつじ」が使われていた。「かっこうワルツ」の使用駅は当駅だけだった
2017年（平成29年）3月の新旅客案内システム導入に伴い、越中大門駅と共通で、射水ブランドを推進するイメージソング「イミズムズムズ♪」を射水市在住のシンセサイザー奏者・滝沢卓がアレンジしたものが到着メロディとして使用開始された。

## 貨物取扱

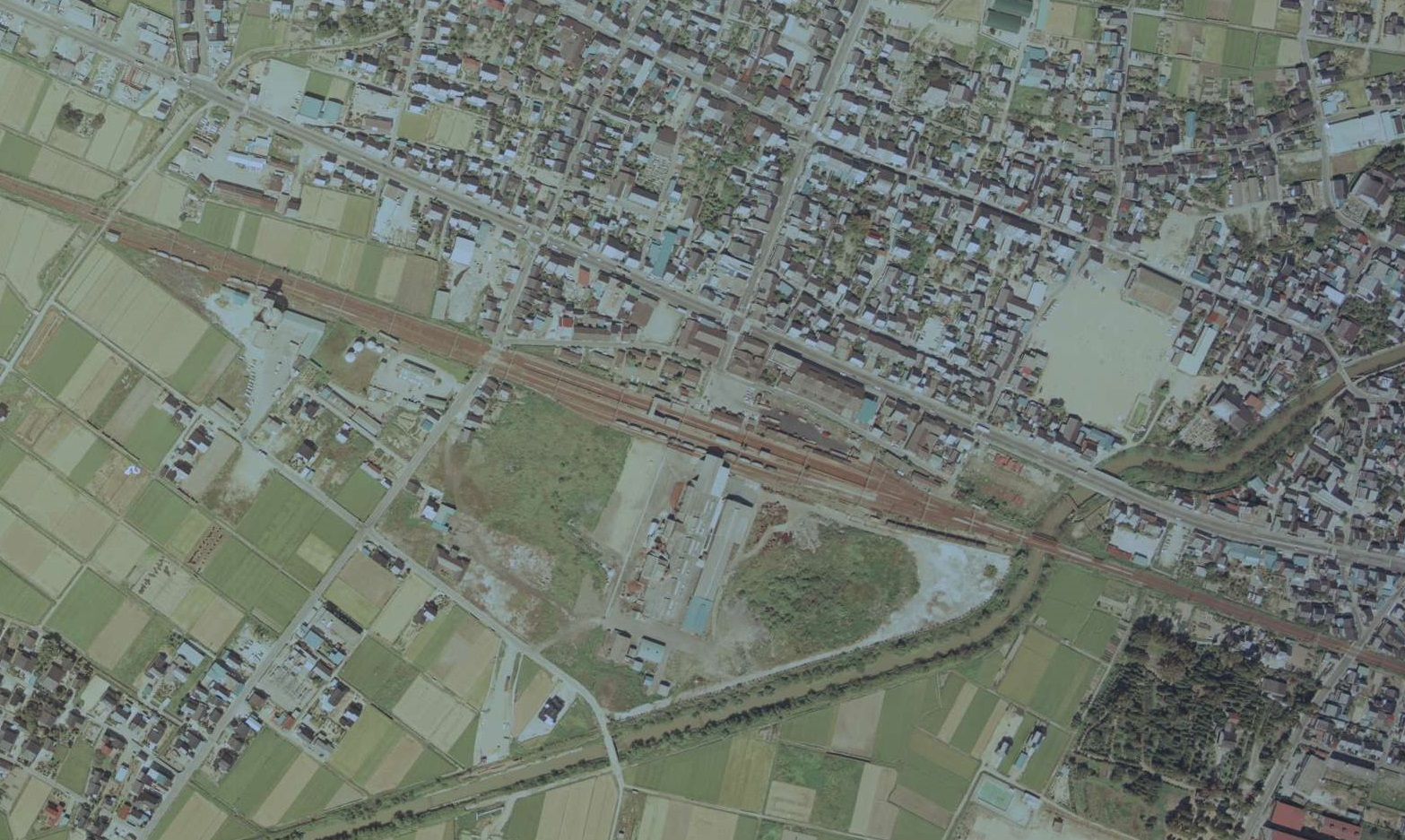
1975年（昭和50年）9月6日当時の小杉駅周辺航空写真。国土地理院による撮影。

当駅は国鉄分割民営化後も日本貨物鉄道の専用線発着車扱貨物取扱駅であったが、1996年（平成8年）7月25日にこれを廃止した。
1953年（昭和28年）10月10日付『鉄道公報』第1254号通報専用線一覧別表には当駅接続の専用線の記述はない。
1970年（昭和45年）10月1日現在における当駅接続の専用線は以下の通りであった。
- 北酸線（通運事業者：日本通運、動力：国鉄動車及び手押、作業粁程：0.1粁、総延長粁程：0.1粁）
- 笹谷工業線（真荷主：太陽興産、通運事業者：日本通運、動力：国鉄動車及び手押、作業粁程：0.1粁、総延長粁程：0.4粁）
- 日本セメント線（動力：私有機関車、作業粁程：0.2粁、総延長粁程：0.3粁）

## 利用状況
2023年（令和5年）度の1日平均乗車人員は3,178人である。
『富山県統計年鑑』、『射水市統計書』及びあいの風とやま鉄道発表資料によると、各年度の1日平均乗車人員は以下の通りである。
| 年度               | 1日平均 乗車人員 | 出典   |
| ------------------ | ---------------- | ------ |
| 1995年（平成07年） | 3,557            | [ 43 ] |
| 1996年（平成08年） | 3,587            | [ 44 ] |
| 1997年（平成09年） | 3,609            | [ 44 ] |
| 1998年（平成10年） | 3,554            | [ 44 ] |
| 1999年（平成11年） | 3,557            | [ 44 ] |
| 2000年（平成12年） | 3,512            | [ 44 ] |
| 2001年（平成13年） | 3,414            | [ 44 ] |
| 2002年（平成14年） | 3,324            | [ 44 ] |
| 2003年（平成15年） | 3,174            | [ 44 ] |
| 2004年（平成16年） | 3,108            | [ 44 ] |
| 2005年（平成17年） | 3,130            | [ 44 ] |
| 2006年（平成18年） | 3,155            | [ 45 ] |
| 2007年（平成19年） | 3,172            | [ 46 ] |
| 2008年（平成20年） | 3,182            | [ 47 ] |
| 2009年（平成21年） | 3,090            | [ 48 ] |
| 2010年（平成22年） | 3,060            | [ 49 ] |
| 2011年（平成23年） | 3,047            | [ 50 ] |
| 2012年（平成24年） | 3,151            | [ 51 ] |
| 2013年（平成25年） | 3,174            | [ 52 ] |
| 2014年（平成26年） | 2,802            | [ 53 ] |
| 2015年（平成27年） | 3,064            | [ 54 ] |
| 2016年（平成28年） | 3,110            | [ 55 ] |
| 2017年（平成29年） | 3,188            | [ 56 ] |
| 2018年（平成30年） | 3,251            | [ 57 ] |
| 2019年（令和元年） | 3,228            | [ 58 ] |
| 2020年（令和02年） | 2,449            | [ 59 ] |
| 2021年（令和03年） | 2,748            | [ 60 ] |
| 2021年（令和04年） | 3,020            | [ 61 ] |
| 2023年（令和05年） | 3,178            | [ 38 ] |

備考
1. ↑  2015年3月13日までの347日間の1日平均乗車人員は2,817人、3月14日から3月31日までの18日間の1日平均乗車人員は2,514人。365日間における1日平均乗車人員は2,802人である。

## 駅周辺
駅の南側に大型ショッピングセンター「アル・プラザ小杉」が1996年（平成8年）11月30日に開業し、それに伴って南口が開設された。
- 小杉郵便局（日本郵便小杉支店併設）
- 富山県立大学・短期大学部
- 富山福祉短期大学
- 富山情報ビジネス専門学校
- 富山県立小杉高等学校
- 射水市立小杉中学校
- 片山学園初等科
- アル・プラザ小杉
- 太平洋セメント小杉サービスステーション
- 富山信用金庫 射水営業部
- ドン・キホーテ 射水店

## バス路線
富山地方鉄道バスと射水市コミュニティバスが北口や南口から発着する。
富山地方鉄道
- 「小杉」バス停（北口側。県道富山高岡線沿い）
  - 高岡駅方面、富山駅方面、富山大学附属病院方面、新湊車庫方面、富山短大方面、高速バス山形・仙台ゆき、高速バス池袋・新宿ゆき
- 「小杉駅前」バス停（北口側）
  - 富山駅方面、富山大学付属病院方面、新湊車庫方面
- 「小杉駅南口」バス停（南口側）
  - 富山短大方面、富山駅前方面（平日ラッシュ時の一部便のみ）

射水市コミュニティバス
- 「小杉駅前」バス停（北口側）
  - 7系統「新湊・小杉線」
  - 15系統「小杉駅・白石経由足洗線」
  - 16系統「小杉駅・本江経由足洗線」
- 「小杉駅南口」バス停（南口側）　
  - 0系統「中央幹線」　
  - 7系統「新湊・小杉線」
  - 8系統「大島・小杉経由大門線」
  - 9系統「浅井・大門経由小杉駅線」
  - 10系統「櫛田・大門経由小杉駅線」
  - 11系統「小杉駅・水戸田経由枇杷首線」
  - 12系統「小杉駅・金山線」
  - 13系統「小杉地区循環線」
  - 14系統「小杉駅・太閤山線」
  - 15系統「小杉駅・白石経由足洗線」
  - 16系統「小杉駅・本江経由足洗線」

## 隣の駅
※城端線直通列車（平日は2本 土曜は1本のみ運転）は城端線の項を参照のこと。
あいの風とやま鉄道
■あいの風とやま鉄道線
越中大門駅 - 小杉駅 - 呉羽駅